# Пливова-Шимкова, Вера
Ве́ра Пли́вова-Ши́мкова (чеш. Věra Plívová-Šimková; 29 мая 1934, Ломнице-над-Попелькоу, Чехословакия, ныне Чехия — 13 октября 2024, Семили) — чешский кинорежиссёр и сценарист.

## Биография
Окончила ФАМУ в Праге. Снимала фильмы для детей и юношества. Дебютировала в 1964 году картиной «Молодые люди, приглашайте». За редким исключением автор сценариев своих лент.
Вдова кинорежиссёра Ота Ковала.
Умерла 13 октября 2024 года в Семили в возрасте 90 лет.

Фильмы Пливовой-Шимковой предназначены преимущественно для детей и юношества, отмечены знанием детской психологии, чувством юмора.— Кино: Энциклопедический словарь / Гл. ред. С. И. Юткевич.- М.: Советская энциклопедия, 1987

Уже первые её фильмы показали удивительную способность режиссёра вживаться в мир детей, проникаться их заботами, находить контакт с самыми робкими из них. Лента «Катя и крокодил» (1965), которой она дебютировала, стала свидетельством отменного вкуса постановщика, точной режиссуры и композиционного мастерства. Если к этому добавить умение Пливовой-Шимковой динамизировать сюжет, её теплый юмор и наблюдательность, то станет понятно, почему снятые её фильмы пользуются неизменным успехом у детворы.— Проблемы и свершения : очерки развития чехословацкой кинематографии / И. Пурш. — М.: Искусство, 1988. — 190 с. — стр. 162—163

## Избранная фильмография

### Режиссёр
- 1964 — Молодые люди, приглашайте / Chlapci, zadejte se
- 1966 — Катя и крокодил / Káťa a krokodýl
- 1969 — Тони, ты что, спятил? / Tony, tobě přeskočilo
- 1970 — Лисицы, мышата и холм виселиц / Lišáci, Myšáci a Šibeničák
- 1973 — О Снегурочке / O Sněhurce
- 1973 — К нам приехала ярмарка / Přijela k nám pouť
- 1976 — Господа мальчишки / Páni kluci (по «Приключениям Тома Сойера» М. Твена)
- 1977 — Как снимается кино / Jak se točí rozmarýny
- 1980 — Бронтозавр / Brontosaurus
- 1981 — Краконош и лыжники / Krakonoš a lyžníci
- 1982 — Моргун Чико / Mrkáček čiko
- 1985 — / Hledám dům holubí
- 1988 — / Veverka a kouzelna musle
- 1988 — Не хнычь, Белочка! / Nefňukej, veverko!
- 1990 — / Houpačka
- 1995 — Артуш, Мерлин и Прхлики / Artuš, Merlin a Prchlíci
- 2001 — Круг / Kruh

### Сценарист
- 1966 — Катя и крокодил / Káťa a krokodýl
- 1969 — Тони, ты что, спятил? / Tony, tobě přeskočilo
- 1970 — Лисицы, мышата и холм виселиц / Lišáci, Myšáci a Šibeničák
- 1973 — О Снегурочке / O Sněhurce
- 1973 — К нам приехала ярмарка / Přijela k nám pouť
- 1977 — Как снимается кино / Jak se točí rozmarýny
- 1980 — Бронтозавр / Brontosaurus
- 1982 — Моргун Чико / Mrkáček čiko
- 1985 — / Hledám dům holubí
- 1988 — / Veverka a kouzelna musle
- 1988 — Не хнычь, Белочка! / Nefňukej, veverko!
- 1990 — / Houpačka

## Награды
- Чешский лев за многолетний вклад в чешский кинематограф (2018)